# 채화역
채화역(Chaehwa station, 彩花驛)은 충청남도 논산시 채운면 야화리에 있었던 호남선의 역이었다. 1967년 5월 1일에 임시승강장으로 개업했으며, 1974년 12월 5일에 폐역되었다. 지금은 역이 있던 자리가 논밭으로 변하여서 역터조차 찾아볼 수 없다.

## 연혁
- 1967년 5월 1일 : 임시승강장으로 영업 개시[1]
- 1974년 12월 5일 : 폐지[2]